# STP Airways
STP Airways ist die nationale Fluggesellschaft von São Tomé und Príncipe mit Sitz in São Tomé und Basis auf dem Flughafen São Tomé.

## Geschichte
STP Airways wurde am 1. Oktober 2006 als Staatsunternehmen und Nachfolgerin der Air São Tomé und Príncipe gegründet, welche ihr einziges Flugzeug durch einen Unfall verloren hatte, als die DHC-6 Twin Otter 300 S9-BAL am 23. Mai 2006 zwei Meilen vor der Küste der Baía de Ana Chaves ins Meer stürzte. Einen Monat später strebte die Regierung eine Teilprivatisierung der Gesellschaft an, fand jedoch zunächst keine Investoren. Das Staatsunternehmen besaß anfangs weder ein Air Operator Certificate noch verfügte es über eigene Maschinen, so dass der Flugbetrieb an Fremdunternehmen ausgelagert wurde. Für eine Verbindung nach Lissabon mietete STP Airways feste Sitzplatzkapazitäten an Bord von Flugzeugen der TAAG Angola Airlines an.
Am 23. Juni 2008 erwarb die portugiesische EuroAtlantic Airways eine 37%ige Beteiligung an dem Unternehmen, die übrigen Gesellschaftsanteile werden zu 35 % von der Republik São Tomé und Príncipe sowie zu je 14 % von der Banco do Ecuador und der Golfo International Air Service gehalten. EuroAtlantic Airways verleaste anschließend Flugzeug des Typs Boeing 767-300ER an das Unternehmen, die auf Flügen nach Lissabon zum Einsatz kamen. Ab Oktober 2012 wurde die Verbindung mit einer Boeing 737-800 der portugiesischen Gesellschaft beflogen.
STP Airways steht wie alle Fluggesellschaften des Landes auf der Liste der Betriebsuntersagungen für den Luftraum der Europäischen Union.

## Flugziele
Die Gesellschaft bietet eine internationale Verbindung von São Tomé nach Lissabon (Portugal) an. Die Flüge werden in ihrem Auftrag von EuroAtlantic Airways durchgeführt. 
Regional verbindet STP Airways die Inseln São Tomé und Príncipe dreimal in der Woche miteinander.

## Flotte
Mit Stand Juni 2021 besteht die Flotte der STP Airways aus einer 31,1 Jahre alten Saab 340B, die von der ukrainischen AeroJet gemietet ist und von dieser betrieben wird.